# Walther von Lüttwitz
Walther Freiherr von Lüttwitz (Kreuzburg, 2 febbraio 1859 – Breslavia, 20 settembre 1942) è stato un militare tedesco, generale di fanteria.

## Biografia
Von Lüttwitz apparteneva a un'antica famiglia nobile originaria della Slesia e discendente da Lutholdus de Luptycz (Luptitz), cavaliere nobilitato nel 1319 da Enrico I di Slesia. Von Lüttwitz fece parte del corpo dei cadetti come tenente di un reggimento di fucilieri; ebbe una rapida carriera nell'esercito reale tedesco, ricoprendo prima della prima guerra mondiale l'incarico di capo delle imperiali poste militari tedesche con il grado di colonnello.
Promosso brigadiere generale e capo di Stato Maggiore della IV e della V Armata; dall'agosto 1910 fu posto a capo del decimo corpo d'armata sul fronte occidentale mentre dal novembre 1916 comandò il Terzo Corpo d'Armata.
Dopo l'armistizio e la Rivoluzione di novembre il Rat der Volksbeauftragten, il governo provvisorio tedesco lo nominò comandante in capo della Reichswehr e in questa vece partecipò alla repressione dei moti spartachisti del 1919, agendo assieme ai Freikorps.
Come molti membri della Reichswehr von Lüttwitz si opponeva al trattato di Versailles che umiliava la Germania; in particolare si opponeva alla parte che sanciva la riduzione dell'esercito tedesco a 100.000 uomini. A causa delle sue convinzioni Gustav Noske lo depose dal suo incarico; fu allora che von Lüttwitz decise di agire: collaborando coi Freikorps e con la brigata Erhardt partecipò al putsch di Kapp. Insieme a Wolfgang Kapp occupò Berlino e insediò un governo provvisorio in contrapposizione a quello social democratico; Noske chiese l'intervento dell'esercito ma il governo di Bauer, di fronte al rifiuto del generale von Seeckt (il nuovo capo della Reichswhr) di intervenire, dovette fuggire a Dresda e poi a Stoccarda.
Nonostante tutto il colpo di Stato fallì dopo pochi giorni; von Lüttwitz (neo ministro della difesa) fu costretto a riparare in Ungheria mentre Kapp fuggiva in Svezia; rimase in Ungheria sotto la protezione di Miklós Horthy fino a quando il presidente Hindenburg, suo vecchio compagno d'armi non lo amnistiò; morì a Breslavia nel 1942.
Fortemente monarchico, durante la sua giovinezza Lüttwitz visitò i generali Fiorenzo Bava Beccaris e Luigi Pelloux (il primo ricambiò anche la visita).
Suo figlio Smilo von Lüttwitz divenne un importante generale della Wehrmacht e poi della Bundeswehr.

## Opere
- Im Kampf gegen die November-Revolution. Vorhut-Verlag O. Schlegel, Berlin 1934.